# Torre Carabassí (Santa Pola)
La Torre del Carabassí és una torre de vigilància costanera situada en la serra del cap de Santa Pola, prop de la costa mediterrània i del límit nord entre els municipis de Santa Pola i Elx, prop de les zones de les salines.
Va formar part del sistema de torres de guaita creat al segle xvi per protegir-se front als atacs de pirates barbarescs en la defensa del castell de Santa Pola.
Edificada amb murs de maçoneria i de forma cilíndrica, en l'actualitat es troba en ruïnes, encara que ha estat declarada Bé d'Interès Cultural pel Consell de la Generalitat Valenciana.